# La paura mangia l'anima
La paura mangia l'anima (Angst essen Seele auf) è un film del 1974 diretto da Rainer Werner Fassbinder.
Il film fu presentato in concorso al Festival di Cannes 1974.

## Trama
Di ritorno dal lavoro, Emmi, un'anziana donna delle pulizie, entra in un bar per ripararsi dalla pioggia. Tra gli avventori del locale c'è Alì, un giovane immigrato marocchino, che incitato dagli amici invita per gioco Emmi a ballare. I due fanno conoscenza e Alì insiste per accompagnare Emmi a casa; qui è Emmi che insiste prima per far salire Alì a casa propria e poi per farlo rimanere lì anche la notte. Emmi confida il suo amore per un immigrato molto più giovane di lei alla figlia Krista e a suo marito Eugen, che però non prendono sul serio questa rivelazione e ne ridono. Intanto Emmi e Alì continuano a frequentarsi e, complice una bugia detta da Emmi al locatore di casa per giustificare la presenza di Alì, decidono di sposarsi.
A seguito di questo matrimonio così inusuale nasce, tra i conoscenti di Emmi, un'ostilità sempre più grande: il droghiere tratta sia lei che Alì in malo modo e li invita a non frequentare più il suo negozio, i condomini e le colleghe la isolano, mentre i suoi tre figli decidono di tagliare ogni rapporto con lei. La situazione diventa così pesante che i due decidono di partire per qualche tempo per una vacanza nella speranza che al loro ritorno tutto sia cambiato.
Effettivamente tornati a casa incontrano una vicina che chiede ad Emmi di poter utilizzare una parte della propria cantina, uno dei figli che si scusa con la madre per il suo comportamento e le chiede di badare al figlio nel primo pomeriggio, mentre al lavoro le colleghe tornano a rivolgerle la parola a causa di una vertenza sindacale. Queste ultime decidono di incontrarsi a casa di Emmi, e una volta lì fanno i complimenti ad Alì per quanto è pulito e muscoloso ed Emmi incoraggia le donne a toccare i suoi muscoli.
Alì, umiliato da questo comportamento, esce di casa per tornare al bar che frequentava così spesso quando non conosceva Emmi. Inizia così una relazione con un'altra donna (la proprietaria del bar) e passa sempre meno tempo a casa. Dopo una notte in cui Alì non è tornato a casa Emmi decide di andarlo a cercare al lavoro; lì lo trova insieme a degli altri lavoratori stranieri e, mentre Emmi cerca di avere delle spiegazioni riguardo al suo comportamento, questi la deridono per la sua età avanzata. Emmi non può far altro che andarsene via senza aver ottenuto neanche una parola da Alì.
La loro relazione sembra ormai essere finita. Durante una delle sere in cui Alì è al bar a giocarsi lo stipendio a carte, Emmi lo raggiunge e chiede che venga messa la stessa canzone sulla quale aveva ballato con Alì al loro primo incontro. Alì la avvicina e, come quella prima volta, la invita a ballare. I due si riconciliano, Alì le confessa il tradimento ma le assicura che lei rimane l'unica donna che ama, Emmi lo rassicura dicendogli che per lei quello che era successo non aveva alcuna importanza, ma proprio in quel momento Alì cade a terra in preda a forti dolori. L'ultima scena vede Alì ed Emmi in una stanza d'ospedale: la causa del malore di Alì era un'ulcera allo stomaco, malattia molto frequente tra i lavoratori stranieri in Germania.